# Abdellatif Hamrouni
Pour les articles homonymes, voir Hamrouni.
Abdellatif Hamrouni est un acteur tunisien.

## Filmographie

### Télévision
- 1992 : El Douar (ar) : Said

### Cinéma
- 1973 : Sejnane
- 1976 : Fatma 75
- 1977 : Les Ambassadeurs
- 1982 :
  - L'Ombre de la terre
  - La Ballade de Mamelouk
- 1996 : Le Patient anglais